# Mohn und Gedächtnis

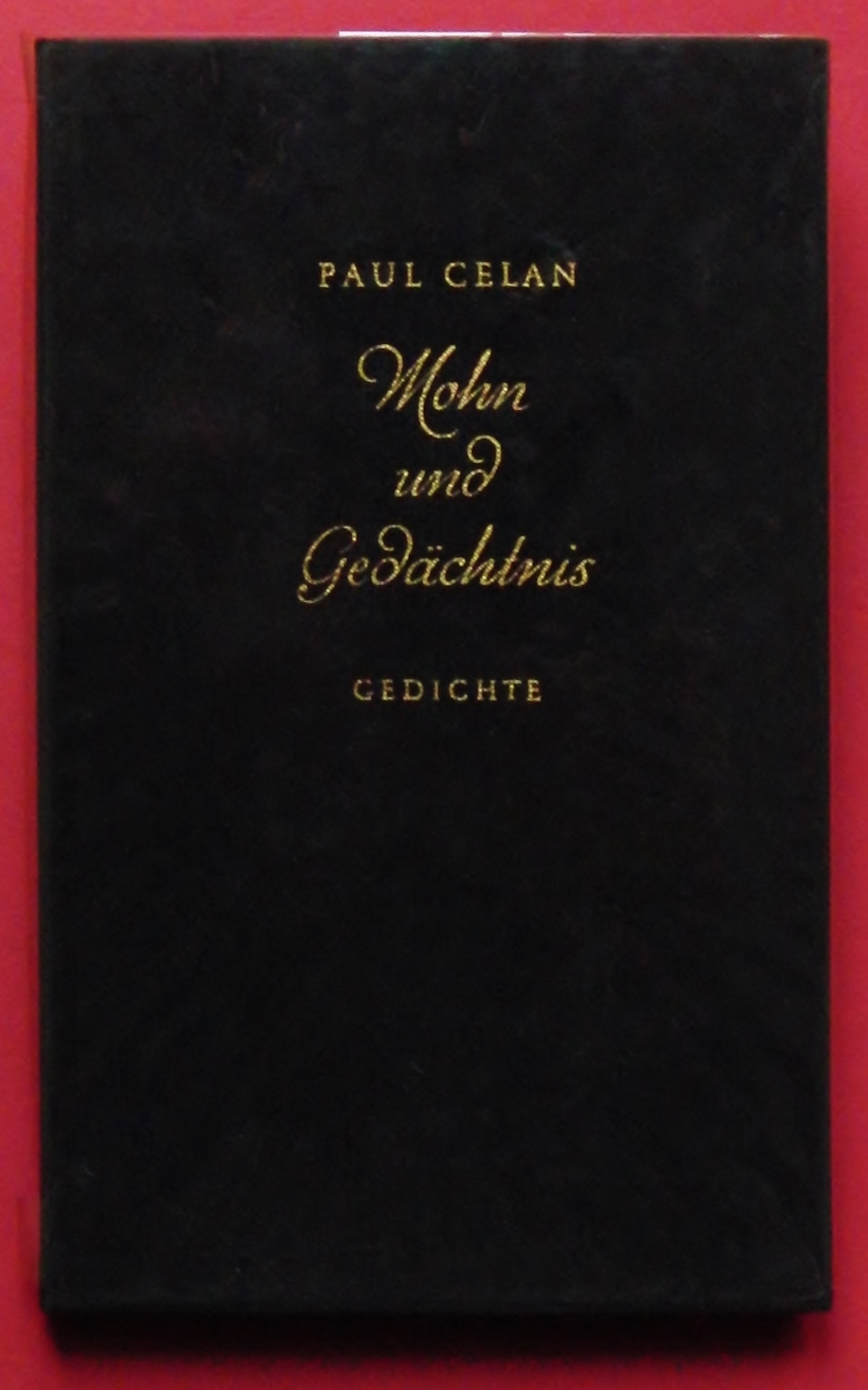
Erstausgabe (Deutsche Verlags-Anstalt, 1952)

Mohn und Gedächtnis ist ein 1952 erschienener Gedichtband von Paul Celan.

## Inhalt und Entstehung
Der Band wurde bei der Deutschen Verlags-Anstalt in Stuttgart verlegt. Er enthält 56 Gedichte, darunter mit der Todesfuge und dem Ingeborg Bachmann zugedachten Corona zwei der bekanntesten und meistzitierten des Autors. Einer Zeile aus Corona, das wie einige der Gedichte des Bandes noch aus Celans Wiener Zeit (1947/1948) stammt, ist auch der Titel Mohn und Gedächtnis entnommen. Mehrheitlich entstanden die Gedichte des Bandes in Czernowitz, Bukarest und Paris. Der Entstehungszeitraum liegt in den Jahren 1944 bis 1952. Das zweite Gedicht im Zyklus Gegenlicht, In Ägypten, schrieb Celan in Wien am 23. Mai 1948 zu Beginn der Liebesbeziehung mit Ingeborg Bachmann, widmete es ihr und überreichte es ihr am 24. Juni 1948 in einer Abschrift. Der Text war ein Geschenk zu Bachmanns 22. Geburtstag am Tag darauf.
Nachdem einige der später in Mohn und Gedächtnis aufgenommenen Gedichte bereits Anfang des Jahres 1948 in der von Otto Basil herausgegebenen österreichischen Literaturzeitschrift Plan erstveröffentlicht worden waren, hätte Ende desselben Jahres ebenfalls in Wien bei A. Sexl Celans erster Gedichtband Der Sand aus den Urnen erscheinen sollen. Wegen zahlreicher Satzfehler und der als unpassend empfundenen Illustrationen des Surrealisten Edgar Jené hatte Celan den Band jedoch unmittelbar nach der Auslieferung aus dem Handel zurückziehen und beinahe die gesamte Auflage von 300 Exemplaren einstampfen lassen. Diese Entscheidung wird auch als Ausdruck der Abkehr von jenen orthodox surrealistischen Kreisen gewertet, denen sich der Dichter in Wien und zuvor in Bukarest angenähert hatte.
Zwar erschienen 1949 erneut Gedichte Celans in der Heidelberger Monatsschrift Die Wandlung, die Möglichkeit der Veröffentlichung seines eigentlichen Debütbandes ergab sich jedoch erst, als ihm im Zuge seiner Teilnahme an der Tagung der Gruppe 47 in Niendorf im Mai 1952 vom Cheflektor der Deutschen Verlags-Anstalt ein Buchvertrag angeboten wurde.
Mohn und Gedächtnis erschien gegen Jahresende 1952. In den Band wurde auch ein Großteil der in Der Sand aus den Urnen abgedruckten Gedichte aufgenommen und bildet hier – weitgehend der Chronologie der Entstehung folgend  – die ersten beiden von insgesamt vier Zyklen, die Der Sand aus den Urnen, Todesfuge, Gegenlicht und Halme der Nacht überschrieben sind.

## Ausgaben (Auswahl)
Mohn und Gedächtnis wurde mehrmals neu aufgelegt, zuletzt 2012 in einer der Ausstattung der Erstausgabe nachempfundenen bibliophilen Ausgabe. 2004 erschien im Suhrkamp-Verlag die sogenannte Tübinger Ausgabe, die Vorstufen und Textgenese der Gedichte enthält.
- Erstausgabe: Mohn und Gedächtnis. Gedichte. Deutsche Verlags-Anstalt, Stuttgart 1952.
- Tübinger Ausgabe: Mohn und Gedächtnis. Vorstufen – Textgenese – Endfassung. Suhrkamp, Frankfurt am Main 2004, ISBN 3-518-41583-2.
- Bibliophile Neuauflage: Mohn und Gedächtnis. Gedichte. Deutsche Verlags-Anstalt, Stuttgart 2012, ISBN 978-3-421-04550-8.